# Itlar
Itlar (en russe Итлар, en ukrainien Ітлар ; † 24 février 1095) est un khan polovtse de la fin du XIe siècle, mentionné par Nestor.

## Histoire
En 1095, le chef polovtse Itlar, accompagné de Kytan, vint trouver le prince Vladimir pour conclure une paix. Itlar se rendit à Pereïaslav tandis que Kitan resta avec une petite troupe de Polovtses sous les murs de ville. Selon l'accord prévu, Vladimir devait donner à Kytan son fils Sviatoslav en otage et Itlar rester dans la ville avec une troupe d'élite (droujina). Durant les pourparlers, le Grand-prince de Kiev Sviatopolk avait envoyé à Vladimir des députés nommés Slaviata et Ratibor qui l'encouragèrent à se débarrasser d'Itlar. Selon Nestor, Vladimir refusa dans un premier temps en leur répondant : « Comment pourrais-je faire cela ? Je me suis engagé par serment avec eux ? ». Alors sa droujina lui répondit : « Prince, il n'y a point en cela de péché, Dieu les a mis entre tes mains. Pourquoi eux font-ils toujours des serments et après détruisent-ils la terre russe et versent-ils sans relâche le sang chrétien ? ». Vladimir les écouta et dans la nuit, il envoya discrètement Slaviata avec une petite droujina et des Torks au milieu des remparts. Ils enlevèrent d'abord le jeune Sviatoslav puis parvinrent à massacrer Kytan et ses proches.
Pendant ce temps, Itlar dormait avec sa droujina dans le palais et ne savait pas ce qu'il était arrivé à Kytan. Le lendemain matin, Ratibor arma ses soldats et ordonna de faire du feu dans la salle tandis que Vladimir envoya auprès d'Itlar son serviteur Baïdouk qui leur dit : « Le prince Vladimir vous appelle disant : Quand vous vous serez chaussés et que vous aurez bien déjeuné dans une chambre chaude chez Ratibor, vous viendrez auprès de moi » ; et Itlar répondit : « Qu'il en soit ainsi. ».
Quand Itlar et ses hommes entrèrent dans la chambre, on les enferma : puis on monta sur le toit, on y fit une ouverture. Alors, un certain Oleg Ratiborovitch prit son arc, décocha une flèche et frappa Itlar en plein cœur ; puis on massacra toute sa droujina. « C'est ainsi qu'Itlar termina tristement sa vie avec sa droujina, le premier dimanche du carême, à une heure, le 24 février » écrit Nestor. Alors Sviatopolk et Vladimir envoyèrent vers le prince Oleg, des députés lui ordonnant d'aller avec eux combattre les Polovtses. Oleg promit d'aller avec eux et partit, mais par une autre route. Sviatopolk et Vladimir arrivèrent au camp des ennemis, le prirent, emportèrent le bétail et les chevaux, les chameaux et les domestiques, les emmenèrent dans leur pays, et ils commencèrent à s'irriter contre Oleg, parce qu'il n'était pas venu avec eux contre les Polovtses. Et Sviatopolk et Vladimir envoyèrent dire à Oleg : « Tu n'es pas venu avec nous contre les ennemis qui ont ravagé la terre russe et tu as entre tes mains le fils d'Itlar. Tue-le ou livre-nous-le, car c'est notre ennemi et l'ennemi de notre terre. ». Oleg ne les écouta point et la haine s'éleva entre eux.

## Sources primaires
- Nestor, Chronique des temps passés